# L'amour est une grande aventure
Pour plus de détails, voir Fiche technique et Distribution.
L'amour est une grande aventure (Skin Deep) est un film américain réalisé par Blake Edwards, en 1989.

## Synopsis
La vie amoureuse d'un brillant auteur à succès dont les plus grandes faiblesses sont l'alcool et les femmes.

## Fiche technique
- Titre français : L'amour est une grande aventure
- Titre original : Skin Deep
- Réalisation : Blake Edwards
- Scénario : Blake Edwards
- Musique : Henry Mancini (non crédité)
- Photographie : Isidore Mankofsky
- Montage : Robert Pergament
- Production : Tony Adams
- Sociétés de production : Beco Films & Morgan Creek Productions
- Société de distribution : Twentieth Century Fox Film Corporation
- Pays :  États-Unis
- Langue : Anglais
- Format : Couleur - Dolby - 35 mm - 2.35:1
- Genre : Comédie dramatique, Romance
- Durée : 101 min
- Dates de sortie :
  - États-Unis : 3 mars 1989
  - France : 14 juin 1989

## Distribution
- John Ritter (VF : Yves-Marie Maurin) : Zachary 'Zach' Hutton
- Alyson Reed (VF : Martine Messager) : Alexandra 'Alex' Hutton
- Vincent Gardenia (VF : Jacques Dynam) : Barney
- Joel Brooks (VF : Bernard Tiphaine) : Jake Fedderman
- Julianne Phillips (VF : Séverine Morisot) : Molly
- Chelsea Field (VF : Pascale Vital) : Amy McKenna
- Nina Foch (VF : Jacqueline Porel) : Marge
- Michael Kidd (VF : Michel Paulin) : Dr. Westford
- Bryan Genesse (VF : Luq Hamet) : Rick Curry
- Bo Foxworth (VF : Hervé Jolly) : Greg
- Raye Hollitt (VF : Michelle Bardollet) : Lonnie Jones
- Peter Donat (VF : Jacques Deschamps) : Leon 'Sparky' Sparks
- Dee Dee Rescher (VF : Perrette Pradier) : Bernice Fedderman
- Denise Crosby : Angela 'Angie' Smith
- Don Gordon : Curt Ames
- Sheryl Lee Ralph : La réceptionniste de l'institut de beauté